# Ermbach
Der Ermbach ist ein etwa 200 Meter langer rechter und östlicher Zufluss des Aubachs im Ortsteil Langenaubach der Stadt Haiger im hessischen Lahn-Dill-Kreis.

## Geographie

### Verlauf
Der Ermbach hat mehrere Quellen, die alle im Ermuch östlich von Langenaubach in einem Streuobst- und Wiesengebiet zu Tage treten.
Die letzten hundert Meter läuft der Bach in einem Rohr, das bis zur Mündung in den Aubach unterhalb des ehemaligen Kaufhauses Pitz (Bachgasse) reicht.

### Zuflüsse
Der Ermbach verfügt über keine nennenswerten Zuflüsse.

### Ortschaften
Die einzige Ortschaft am Ermbach  ist Langenaubach.